# Gradačac
Gradačac è un comune della Federazione di Bosnia ed Erzegovina situato nel Cantone di Tuzla con 41.836 abitanti al censimento 2013.

## Storia
La župa di Gradačac è menzionata per la prima volta nel 1302 mentre la città, all'epoca denominata Gračac, nel 1465. Fu conquistata dall'Impero ottomano nel 1512. Nel 1701 ottenne lo status di città (palanka) e divenne quartier militare della capitaneria che contribuì allo sviluppo del comune. La città ha un castello con mura alte 18 metri costruito tra il 1765 e il 1821 con una torre orologio alta 22 metri costruita nel 1824 su fondamenta di origine romane.
Fu bombardata ferocemente quasi quotidianamente tra il 1992 e il 1995 a causa della sua posizione, uno stretto corridoio che unisce due porzioni di territorio abitato da etnia serba nei pressi di Brčko. Per tutto il periodo del conflitto fu presente nella cittadina un italiano, Bruno Zanin che aiutò la popolazione civile con diversi mezzi, dando notizie attraverso i media e creando una struttura di aiuti umanitari con il patrocinio della n.g.o. francese Emmaus fondata dall'Abbé Pierre.
Ricostruita totalmente, Gradačac è tornata ad essere la "perla" della Posavina.

## Terme
La prima stazione termale della città fu costruita nel 1882. La temperatura dell'acqua è 29-30 gradi

## Scuole
Nel comune ci sono 2 scuole superiori, 7 elementari e 14 scuole regionali.

## Economia
Le industrie più importanti sono tessili, chimiche, meccaniche e di trasformazione alimentare. Gradacac è il luogo dove si svolge la tradizionale fiera internazionale per le prugne.

## Geografia antropica

### Località
- Avramovina
- Biberovo Polje
- Blaževac
- Donja Međiđa
- Donja Tramošnica
- Donje Krečane
- Donje Ledenice
- Donji Lukavac
- Donji Skugrić
- Gajevi
- Gornja Međiđa
- Gornja Tramošnica
- Gornje Krečane
- Gornje Ledenice
- Gornji Lukavac
- Gradačac
- Hrgovi Donji
- Jasenica
- Jelovče Selo
- Kerep
- Krčevljani
- Mionica
- Novalići
- Porebrice
- Rajska
- Samarevac
- Sibovac
- Srnice Donje
- Srnice Gornje
- Tolisa
- Turić
- Vida
- Vučkovci
- Zelinja Donja
- Zelinja Gornja i Zelinja Srednja.

## Amministrazione

### Gemellaggi
- Castenedolo

## Sport

### Calcio
La squadra principale della città è il Nogometni Klub Zvijezda.

## Galleria d'immagini

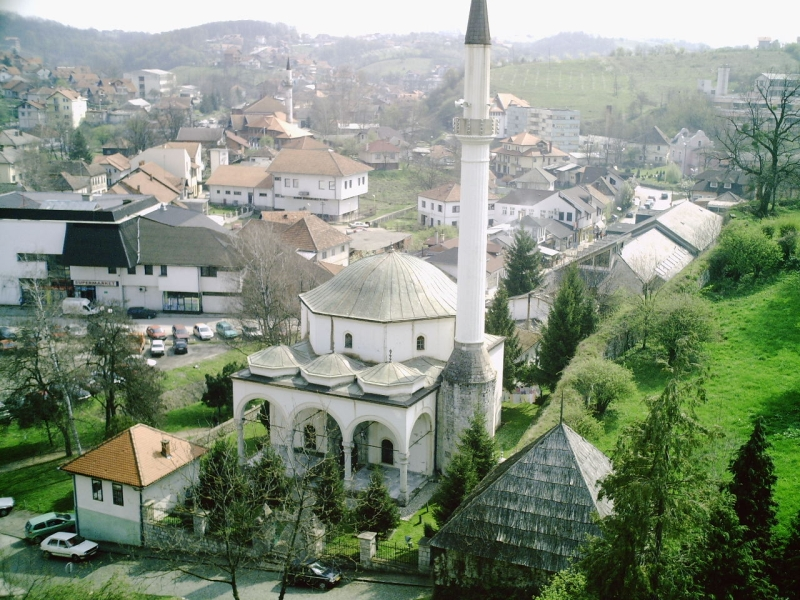
Moschea Husejnija
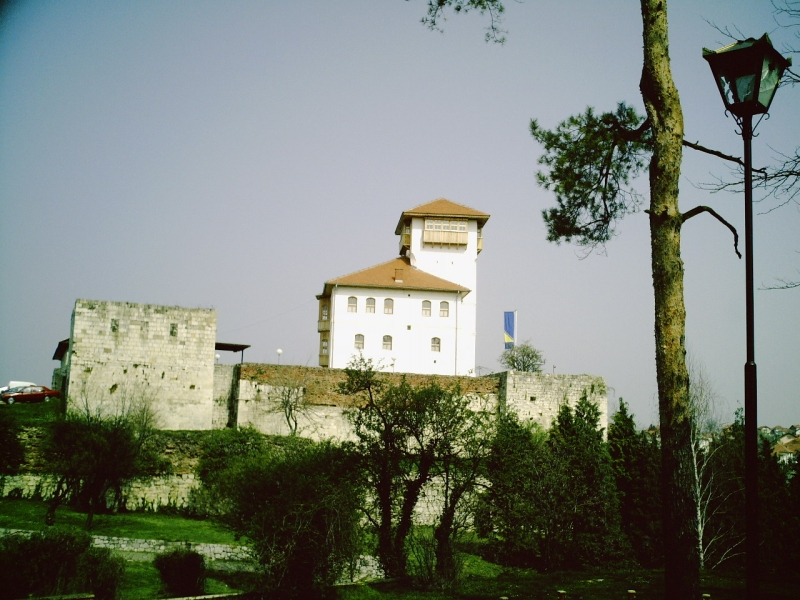
Castello di Gradačac
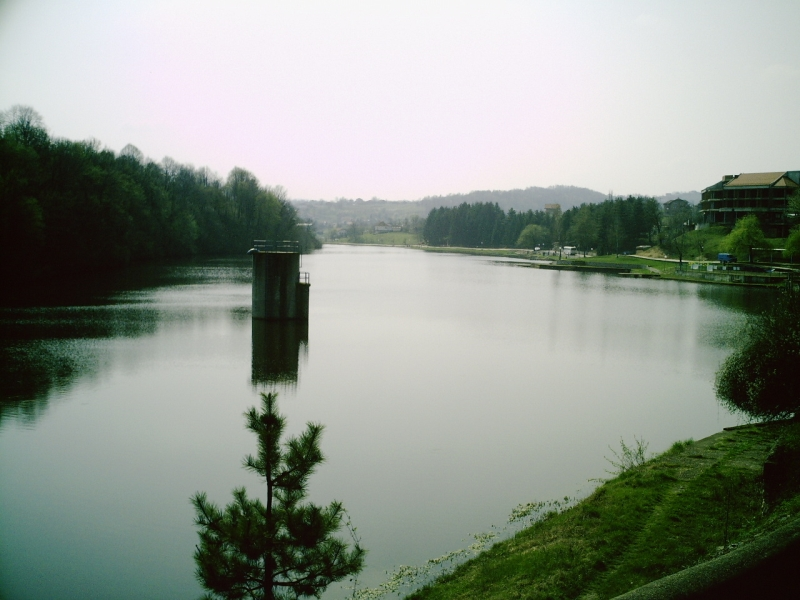
Lago Hazna
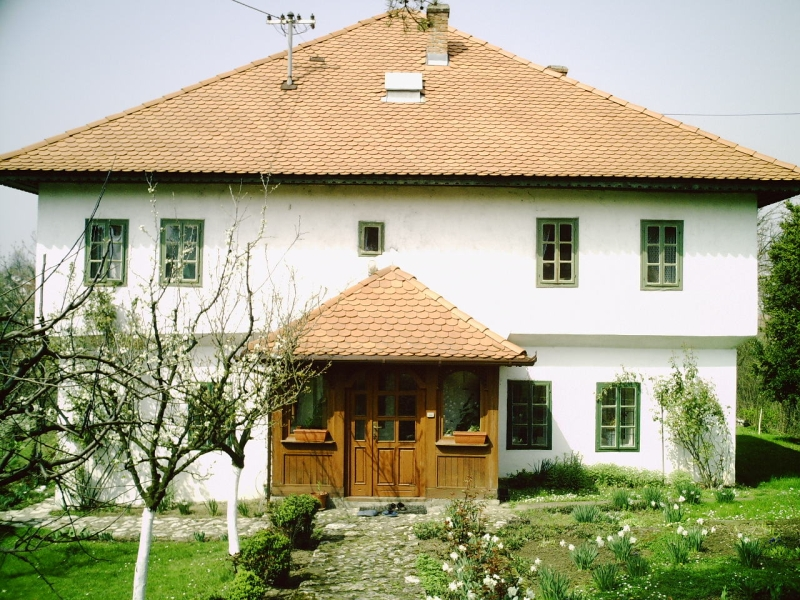
Casa natale del  Capitano Husein Gradaščević
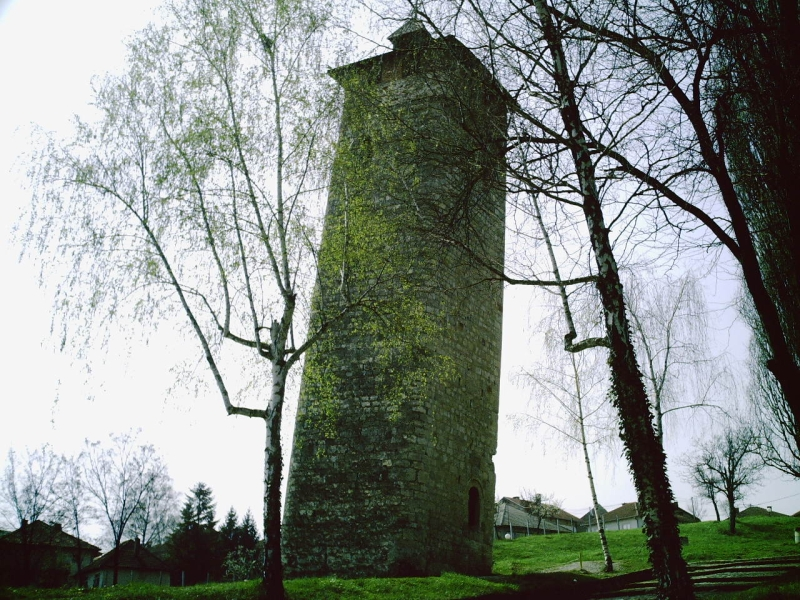
Torre dell'orologio